# Bamra
Bamra é um gênero de traça pertencente à família Arctiidae.